# Ubaldo Fillol
Ubaldo Matildo Fillol (1950. július 21.) argentin világbajnok labdarúgó kapus. Minden idők egyik legnagyobb dél-amerikai kapusának tartják. Ő volt az első labdarúgó kapus Argentínában, aki elnyerte az Év Labdarúgójának járó díjat.

## Pályafutása

### Klubcsapatban
1969. május 1-jén debütált az argentin első osztályú Quilmes csapatában. A Racing Club felfigyelt erős fizikai képességeire és 1972-ben leigazolta.
1973-ban szerződést írt alá a River Plate-tel, ahol 7 bajnoki címet szerzett.
Tíz év elteltével új kihívásra vágyott, így 1983-ban átigazolt az Argentinos Juniors-hoz, ahol összesen 17 mérkőzésen jutott szóhoz. A bajnokság végeztével 1984-ben ismét klubot cserélt, a brazil Flamengo ajánlott neki szerződést, és még ebben az évben megnyerték a Guanabara Kupát.
Brazíliában sem bírt hosszabb távú terveket szőni, mert 1985-ben az Atlético Madrid hívására nem tudott nemet mondani. 17-szer állt a kapuban az egyéves kontraktus alatt, de egy spanyol kupa és egy szuperkupa győzelem feledtette a kevés szereplést.
36 évesen visszatér korábbi csapatához a Racing Club-hoz, akikkel megnyerték a Dél-amerikai szuperkupa első kiírását 1988-ban.
A Vélez Sarsfield-nél fejezte be pályafutását 40 évesen.

### A válogatottban
Az 1974-es világbajnokságon debütált az argentin válogatottban, július 3-án az NDK ellen. Négy évvel később a hazai rendezésű világbajnokságon aranyérmet szerzett, emellett pedig a torna legjobb hálóőrének választották. Végig védte az 1986-os labdarúgó-világbajnokság selejtező mérkőzéseit, de Carlos Bilardo szövetségi kapitány, nem hívta be a Mexikóba utazó keretbe. 1974 és 1985 között 58 alkalommal húzta fel a címeres mezt.

### Edzőként
Kapusedzőként tevékenykedett 30 mérkőzésen a Racing Club-nál.

## Sikerei, díjai

### Játékosként
Argentína
- Világbajnok (1)
  - 1. helyezett: 1978, Argentína

 River Plate
- Argentin bajnok (7)
  - 1975 Metropolitano, 1975 Nacional, 1977 Metropolitano, 1979 Metropolitano, 1979 Nacional, 1980 Metropolitano, 1981 Nacional

 Flamengo
- Guanabara Kupa-győztes (1)
  - 1984

 Atlético Madrid
- Kupagyőztes (1)
  - 1985
- Szuperkupa-győztes (1)
  - 1985

 Racing Club
- Dél-amerikai szuperkupa (1)
  - 1988-as Dél-amerikai szuperkupa

## Fordítás
- Ez a szócikk részben vagy egészben  az   Ubaldo Fillol című spanyol Wikipédia-szócikk fordításán alapul.  Az eredeti cikk szerkesztőit annak laptörténete sorolja fel. Ez a jelzés csupán a megfogalmazás eredetét és a szerzői jogokat jelzi, nem szolgál a cikkben szereplő információk forrásmegjelöléseként.